# لاري ديبالما
لاري ديبالما (بالإنجليزية: Larry DePalma)‏ هو لاعب هوكي جليد أمريكي، ولد في 27 أكتوبر 1965 في ترينتون في الولايات المتحدة.

## وصلات خارجية
- لاري ديبالما على موقع دوري الهوكي الوطني (الإنجليزية)
- لاري ديبالما على موقع EliteProspects.com (الإنجليزية)
- لاري ديبالما على موقع HockeyDB.com (الإنجليزية)
- لاري ديبالما على موقع Hockey-Reference.com (الإنجليزية)